# 이사벨 메이
이사벨 메이(Isabel May, 2000년 11월 21일 ~ )는 미국의 배우이다.

## 출연 작품

### 영화
- 런 하이드 파이트 (2020) - 조이 헐 역
- 다시 내게로 (2022) - 리튼 역
- 원더 트윈스 (미정) - 제이나 역

### 텔레비전
- 알렉사 & 케이티 (2018-2020) - 케이티 쿠퍼 역
- 영 쉘든 (2018-2020) - 베로니카 던컨 역
- 1883 (2021-22) - 엘사 더튼 역